# Priacanthus hamrur
El catalufa espejuelo (Priacanthus hamrur) es una especie de pez marino que pertenece a la  familia Priacanthidae. Es nativo del océano Índico y Pacífico. Habita las aguas claras de lagunas costeras o arrecifes de coral y su rango de profundidad oscila entre 8 y 250 m. Tiene un color rojo y puede alcanzar una longitud de 45 cm.

## Descripción
El cuerpo de esta especie atraviesa diferentes fases de color que varían entre color naraja a un color plateado o rojo o bien una mezcla de los dos colores en forma de seis bandas (la primera de las cuales cruza el ojo). También es capaz de cambiar rápidamente de color. A veces tiene una fila de unas quince pequeñas manchas oscuras a lo largo de la línea lateral o manchas grandes en la parte superior. Las aletas son de color rojo a rosa claro.

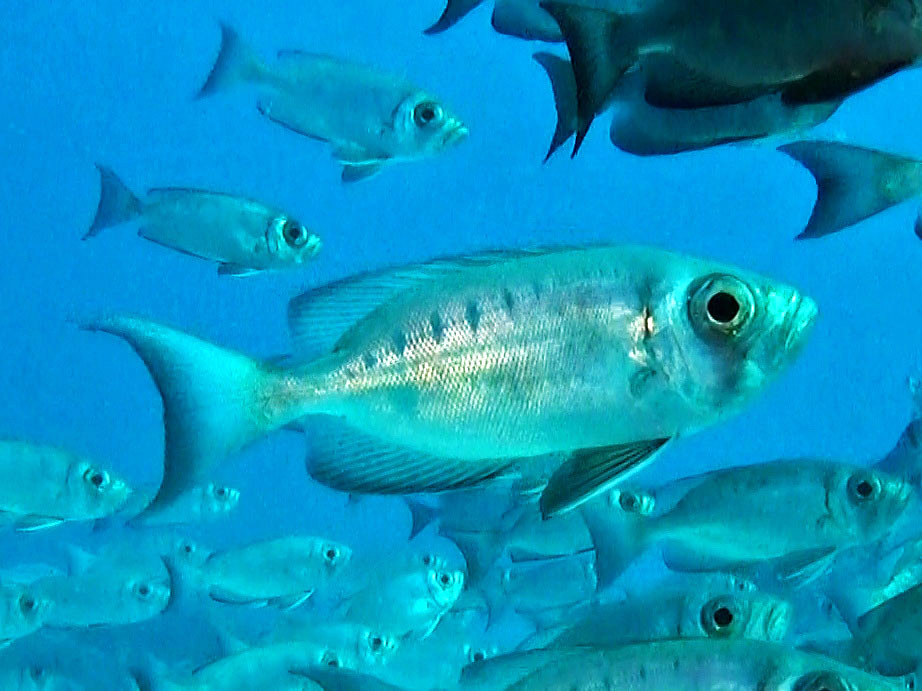
Fase de color plateado.
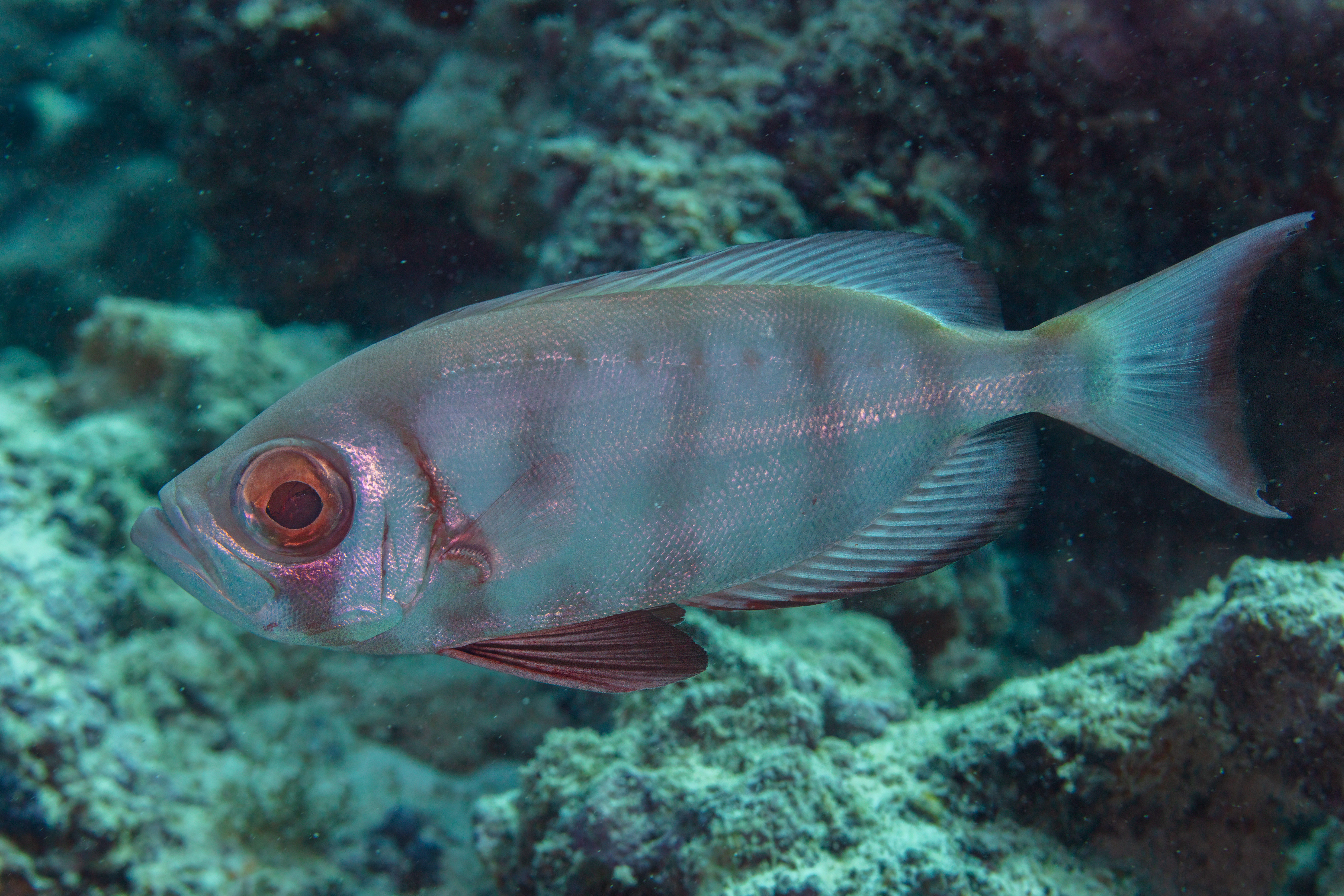
Fase de bandas.
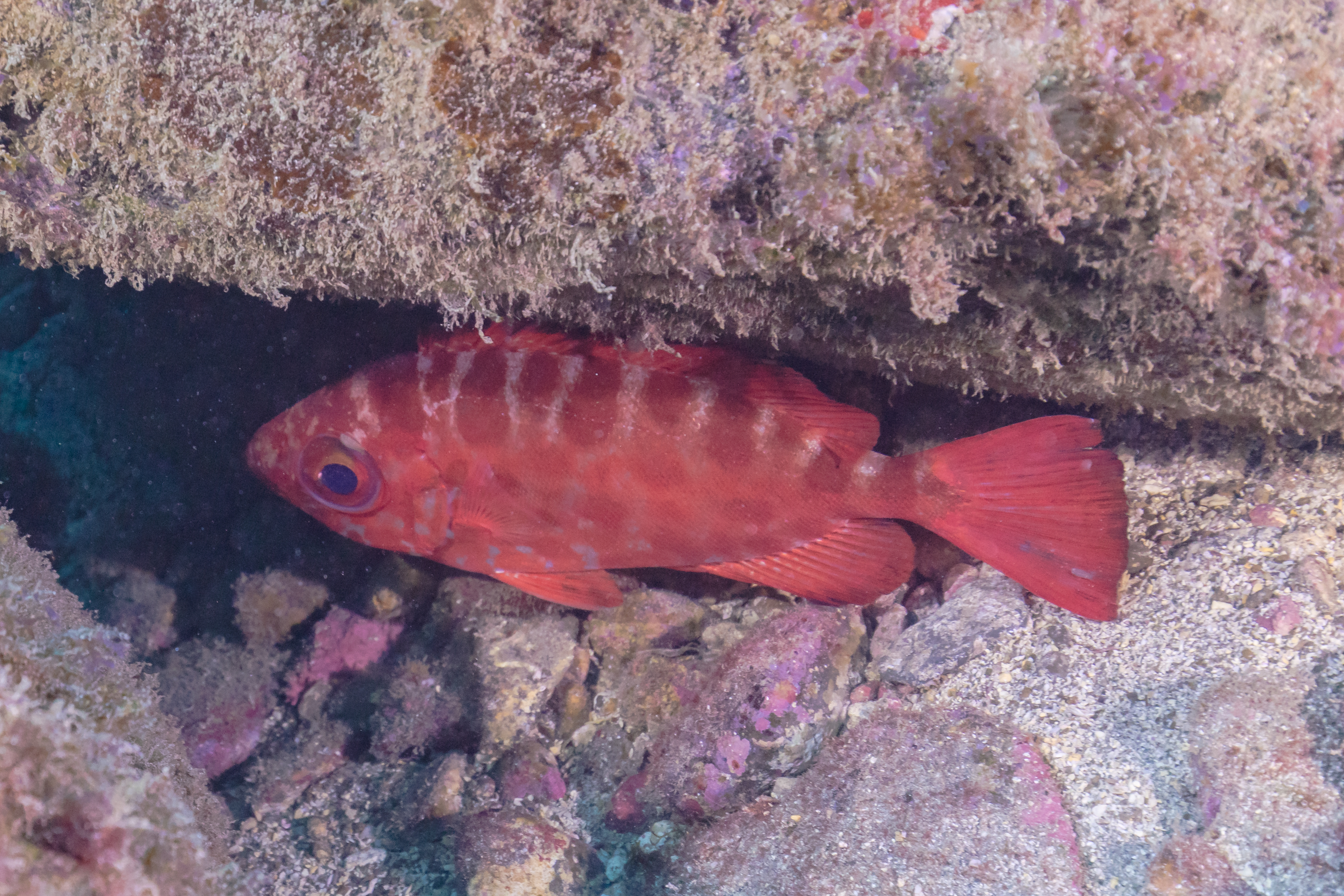
Aspecto moteado.
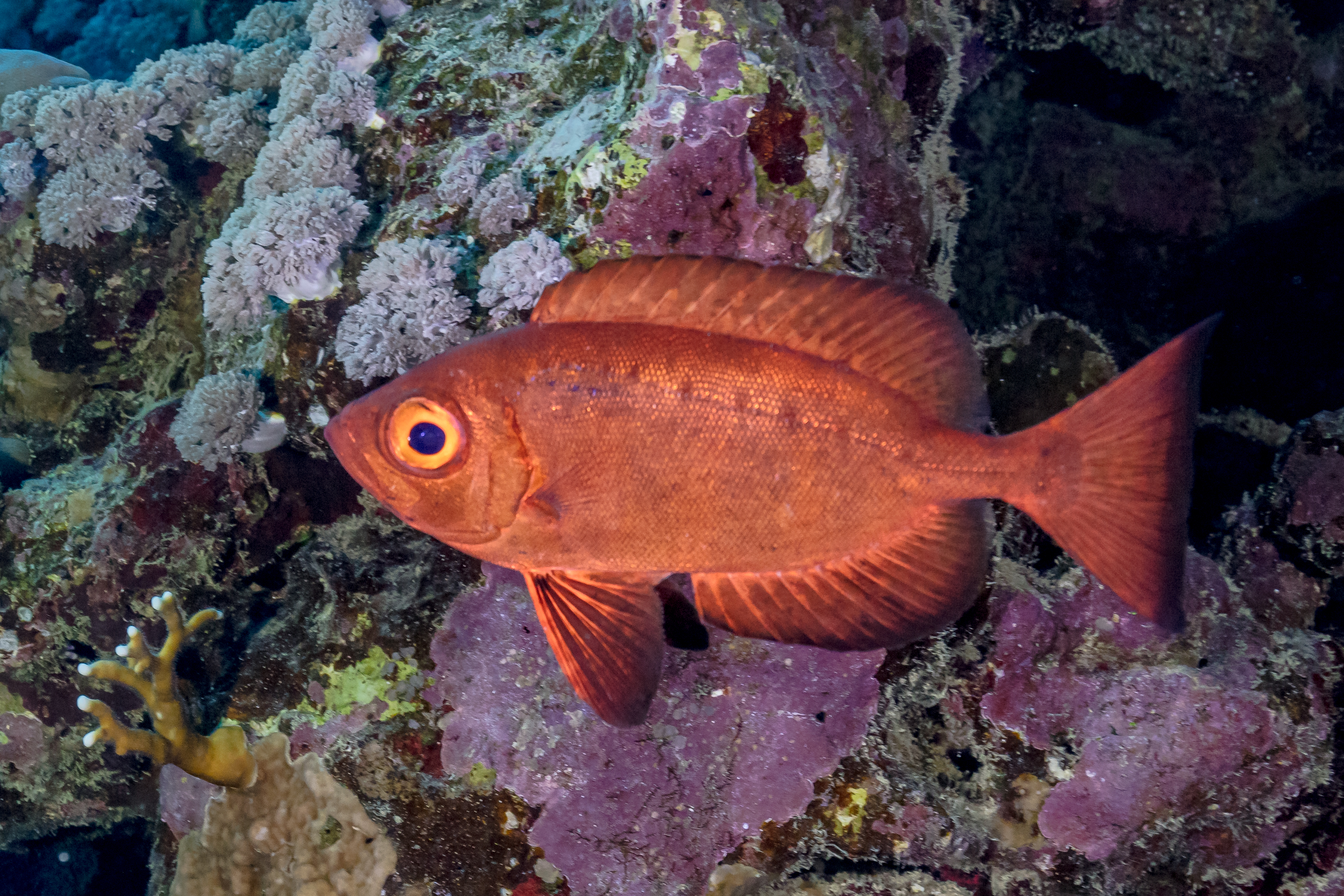
Color rojo.